# 1977 في المكسيك
فيما يلي قوائم الأحداث التي وقعت خلال عام 1977 في المكسيك.

## برامج ومسلسلات وأنمي
- ريمي الفتى الشريد

## مواليد

### فبراير
- 28 فبراير – رافائيل امايا ممثل مكسيكي.

### مارس
- 4 مارس – بادي فالسترو طاهي من الولايات المتحدة الأمريكية.
- 17 مارس – هيكتور ألتاميرانو لاعب كرة قدم مكسيكي.
- 23 مارس – أليخاندرو دي لا مدريد ممثل مكسيكي.

### أبريل
- 2 أبريل – مايكل فاسبندر
- 8 أبريل – آنا دي لا ريغيورا ممثلة مكسيكية.
- 24 أبريل – خوان كارلوس راميريز ملاكم مكسيكي.

### مايو
- 3 مايو – تيرون ليو
- 19 مايو – كريستوبال كروز ملاكم مكسيكي.
- 25 مايو – ألبرتو دل ريو

### يونيو
- 4 يونيو – إغناسيو إسبارزا ملاكم مكسيكي.

### أغسطس
- 30 أغسطس – إليزابيث ألفاريز ممثلة.

### سبتمبر
- 15 سبتمبر – مارك تاتشير ممثل مكسيكي.
- 27 سبتمبر – ماركو أنخيل بيريز ملاكم مكسيكي.

### أكتوبر
- 19 أكتوبر – سيزار فيغيروا ملاكم مكسيكي.
- 21 أكتوبر – جيلبرتو كيب باس ملاكم مكسيكي.

### نوفمبر
- 16 نوفمبر – موريسيو أوشمان ممثل أمريكي.
- 24 نوفمبر – ديفيد ألونسو لوبيز ملاكم مكسيكي.

### ديسمبر
- 25 ديسمبر – إسرائيل فاسكيز ملاكم مكسيكي.

## وفيات

### فبراير
- 16 فبراير – كارلوس بييثير كامرا (مواليد 1897)